# Il libro di Pooh
Il libro di Pooh (The Book of Pooh) è una serie televisiva statunitense di pupazzi animati al computer della Shadow Projects con i personaggi di Winnie the Pooh.

## Personaggi principali
- Winnie the Pooh, doppiato in inglese da Jim Cummings, voce italiana di Marco Bresciani.
- Tigro, doppiato in inglese da Jim Cummings, voce italiana di Luca Biagini.
- Pimpi, doppiato in inglese da John Fiedler, con le parti cantate interpretate da Jeff Bennett, voce italiana di Fabrizio Vidale.
- Ih-Oh, doppiato in inglese da Peter Cullen, voce italiana di Paolo Buglioni.
- Tappo, doppiato in inglese da Ken Sansom, voce italiana di Valerio Ruggeri (dialoghi) e Mino Caprio (canto).
- Uffa, doppiato in inglese da Andre Stojka, voce italiana di Massimo Corvo.
- Kessie, doppiata in inglese da Stephanie D'Abruzzo, voce italiana di Perla Liberatori.
- Ro, doppiato in inglese da Nikita Hopkins, voce italiana di Gabriele Patriarca.
- Kanga, doppiata in inglese da Kath Soucie, voce italiana di Aurora Cancian.

## Disponibilità
Quattro episodi sono usciti per l'home video precisamente nelle VHS Il libro di Pooh: Avventure tutto miele, Il libro di Pooh: Tutti pronti per il grande Bu!, Il libro di Pooh: Un Girotondo di Parole e Il libro di Pooh: La magia degli amici.